# القصة تبدأ
القصة تبدأ هي الأسطوانة المطولة الأولى لفرقة الفتيات الكورية الجنوبية توايس. تم إصدار الألبوم في 20 أكتوبر 2015، بواسطة جاي واي بي إنترتينمنت وتوزيعه مِن قِبل جيني ميوزيك، يحتوي الألبوم على ستة أغانٍ منها الأغنية الرئيسية «لايك اوه-اه»، التي ألفها Black Eyed Pilseung وهي أغنية مزيج من عدة أنواع مختلفة.

## الخلفية والإصدار
في 7 أكتوبر 2015 ، أطلقت وكالة JYP الموقع الرسمي للفرقة وأعلنت عبر SNS أن الفرقة ستظهر لأول مرة مع الألبوم المصغر القصة تبدأ و الأغنية الرئيسية «لايك اوه-اه»،
تم إصدار فيديوهات تشويقية تضم كل عضوة من الفرقة في الفترة من 12 إلى 14 أكتوبر 2015.

## الترويج
عقدت الفرقة عرضًا مباشرًا في 20 أكتوبر ، حيث أدوا أغنية "Like Ooh-Ahh" إلى جانب "Going Crazy" و "Do It Again" مع اداءهم للرقص الرسمي للأغنية.
بدأت الفرقة في الترويج للأغنية الرئيسية "Like Ooh-Ahh" مع "Do It Again" في العروض الموسيقية يوم 22 أكتوبر. قاموا أولاً بأداء الأغاني على إم كاونت داون ، يليه عروض في ميوزيك بانك ، وايضًا في شوو! أوماك جونشيم و إنكيغايو.

## قائمة الأغاني
Like OOH-AHH 

## الأداء التجاري
ظهر لأول مرة في المرتبة الرابعة على مخطط غاون للأسبوع في 24 أكتوبر 2015 ووصل في المرتبة الثالثة بعد أسبوعين، اعتبارًا من عام 2020 ، باع الألبوم 199،696 نسخة في كوريا الجنوبية و 47،448 نسخة في اليابان. وهو أيضًا الألبوم الأكثر مبيعًا للفرقة في الولايات المتحدة حيث تم بيع 4000 نسخة.